# Mathilde Bonnefoy
Mathilde Bonnefoy (* 11. März 1972 in Paris) ist eine aus Frankreich stammende, in Deutschland lebende Filmeditorin und Regisseurin.

## Kurzbiografie
Die Tochter des französischen Lyrikers Yves Bonnefoy hat neben der französischen auch die US-amerikanische Staatsbürgerschaft. Von 1990 bis 1991 studierte sie Philosophie an der Pariser Sorbonne, brach das Studium jedoch ab, um nach Berlin zu gehen. 1995 begann sie einen Job als Schnittassistentin und betreute in dieser Rolle 1997 den Schnitt von Das Leben ist eine Baustelle. In diesem Zusammenhang lernte sie den deutschen Regisseur Tom Tykwer kennen, der sie für viele seiner Filme als Editorin verpflichtete. 1999 wurde sie für den Schnitt bei Lola rennt mit dem Deutschen Filmpreis ausgezeichnet. Für Regisseur Wim Wenders schnitt sie ab 2002 einen Kurzfilm und einen Dokumentarfilm. Danach schlug sie den Weg Richtung Regie ein und drehte verschiedene Dokumentarfilme für ARTE und die deutsche Band Rammstein.
Mathilde Bonnefoy gehörte 2003 zu den Gründungsmitgliedern der Deutschen Filmakademie.

## Filmografie (Auswahl)
- 1998: Lola rennt
- 2000: Der Krieger und die Kaiserin
- 2002: Heaven
- 2002: Twelve Miles to Trona (Episode des Films Ten Minutes Older: The Trumpet)
- 2003: The Soul of a Man
- 2004: True (Kurzfilm)
- 2007: Insensitive (Kurzfilm)
- 2008: Solstice
- 2009: The International
- 2009: Deutschland 09
- 2010: Orly
- 2010: Drei
- 2014: Citizenfour

## Auszeichnungen
- 1999: Deutscher Filmpreis für Lola rennt
- 2000: Online Film Critics Society Award für Lola rennt
- 2000: Nominierung zum ACE Eddie Award für Lola rennt
- 2001: Nominierung für den Deutschen Kamerapreis für Der Krieger und die Kaiserin (Kategorie: Bester Schnitt)
- 2002: Nominierung für den Deutschen Kamerapreis für Heaven (Kategorie: Bester Schnitt)
- 2011: Deutscher Filmpreis für Drei
- 2015: ACE Eddie Award für Bester Schnitt bei einem Dokumentarfilm, für Citizenfour
- 2015: Oscar für Citizenfour als Bester Dokumentarfilm gemeinsam mit Laura Poitras und Dirk Wilutzky